# Coleophora follicularis
Coleophora follicularis là một loài bướm đêm thuộc họ Coleophoridae. The species was first described năm 1802 by Jean Nicolas Vallot (1771–1860), a French entomologist.
Con trưởng thành bay từ tháng 6 đến tháng 8.
Ấu trùng ăn Asteraceae species (hemp agrimony (Eupatoria cannabinum) và common fleabane (Pulicaria dysenterica).